# Maruja Herrera
Maruja Herrera (Caracas, Venezuela, 25 de noviembre de 1951) es una ceramista venezolana. Es la hija de la ceramista Reina Herrera, de donde obtuvo sus dones y destrezas, y del fotógrafo Carlos Herrera.

## Estudios y obras
Comenzó sus estudios de Diseño Gráfico en el Instituto Neumann en el año de 1972. Pero esto no le bastó para desempeñar sus habilidades artísticas y decidió realizar cursos de cerámica con su madre, Reina Herrera.
Siguió en este campo del arte y realizó otros cursos de cerámica escultórica y escultura cerámica con profesores reconocidos como Linda Christianson y Enrique Mestre; así como también Michael Mason y Odile Culas en la AVAF.
Su primera actividad expositiva la realiza en 1986. Al siguiente año realiza otra junto a su madre en la Galería Barro Fuego en Caracas.

### Exposiciones colectivas
- Exposición colectiva en pequeño formato. (Sala Cadafe,1991).
- Intercambio 3 (Museo de Arte Contemporáneo de Puerto Rico, 1995).
- México, Puerto Rico,Venezuela. Intercambio 3. Cerámica en pequeño formato. (Centro Cultural Alfa, Monterrey, México,1997, y Mujabo, 1998).
- Emanaciones del fuego. (Exposición itinerante, Conac, 1998).
- Cerámica de la tierra. (Sala Telcel, Caracas, 1999).
- Ediciones XV, XVI, XVII, XVIII, XX y XXIII del Salón Nacional de Artes del Fuego en Valencia. (Edo. Carabobo).

### Exposiciones individuales
- Galería Viva México (Caracas, 1986).
- AVAF (1992).

## Evolución artística
En sus inicios se destacó por la técnica de utilizar en sus obras la temática de animales extraordinarios con cristales y algunos microorganismos marinos para el reflejo de una luz simulada. Estos animales se caracterizaban por ser rugosos, inflados y algo toscos.
Tiempo después, desarrolló una temática completamente opuesta y diferente: piezas de antiguas estructuras, columnas de civilizaciones que fueron dejadas en el olvido, esculpe de criaturas milenarias y bestias míticas. En esta segunda etapa de descubrimiento y desarrollo artístico, sus creaciones eran hechas en gres modelado a mano.
Actualmente, se destaca como diseñadora. “Soy ilustradora de profesión, de alguna manera mis piezas son ilustraciones. Para hacerlas estudio fotografías de reptiles o insectos. Investigo todas sus leyes para irrespetarlas completamente” (Herrera, 1992).

## Obras
- 1988: Premio Guayana, XV Salón Nacional de las Artes del Fuego, Galería Braulio Salazar.
- 1993: Premio Guayana, XX Salón Nacional de las Artes del Fuego, Galería Braulio Salazar.
- 1996: Premio Ciudad de Valencia, XXIII Salón Nacional de las Artes del Fuego, Galería Braulio Salazar.
- 2002: Premio Ángel Ramos Guigni, XXIX Salón Nacional de las Artes del Fuego, Galería Braulio Salazar.